# حوزه انتخابیه بناب
حوزهٔ انتخابیه بناب از حوزهٔ انتخاباتی استان آذربایجان شرقی است که به مرکزیت بناب می‌باشد.

## نمایندگان مردم بناب در ادوار مجلس شورای ملی

### دورهٔ دوم
10 تیر 1288 نظامنامه انتخابات مجلس از طرف دولت ارائه شد.طبق قانون، شمار نمایندگان از ۱۶۰ تن به ۱۲۰ تن کاهش یافت؛ اقلیت‌های مذهبی، مسیحی، یهودی و زرتشتی دارای نمایندگان بیشتر و ایل‌های بختیاری، قشقایی و ترکمن دارای نماینده شدند. پس از عزل محمد علی شاه از سلطنت، عضدالملک نایب السلطنه فرمان برگزاری انتخابات را صادر کرد؛ او به دولت آزادی در انتخابات را توصیه کرد و بقای مشروطه را در حق انتخاب نماینده توسط مردم دانست. مجلس دوم با ۶۱ تن از نمایندگان در ۲۸ آبان ماه 1288 افتتاح شد. براساس این نظامنامه شهر تبریز دارای 26، اورمیه 5، خوی4، دیلمقان 1، ماکو 1، مراغه 2 ، بناب 1، میاندوآب 1، ساوجبولاغ2، دهخوارقان1، مرند 1، اهر 2، اردبیل 4، مشکین1، آستارا 1، خلخال 1، سراب 1، میانج 1، صایین قالا 1 نماینده خواهد داشت. ایلات شاهسون 1 نماینده، قشقایی 1، خمسه 1، بختیاری نیز 1 نماینده خواهند داشت. به ایلات کرد هیچ سهمیه ای اختصاص نیافت. [کتاب آبی(گزارش های محرمانه وزارت امورخارجه انگلیس درباره انقلاب مشروطیت ایران)، جلد سوم، به کوشش احمد بشیری، تهران، نشر نو 1363، ص: 675)  
متأسفانه، بنا بر دلایلی نامشخص، بناب از آن تاریخ از حق داشتن نماینده مستقل تا دوره بیستم مجلس شورای ملی محروم می گردد که نیازمند بررسی های بیشتری است.

### دورهٔ بیستم
حبیب دادفر

### دورهٔ بیست و یکم
میرزا ختائی قلعه‌جوقی

### دورهٔ بیست و دوم
غلام‌رضا زنجانچی

### دورهٔ بیست و سوم
رحیم زهتاب فرد

### دورهٔ بیست و چهارم
ابراهیم خلیل حیدرزاده امین

## نمایندگان مردم بناب در ادوار مجلس شورای اسلامی

### دورهٔ یکم
علی اکبر اصغری
ایشان طی سانحه رانندگی فوت نموده و انتخابات میان دوره ای برگزار گردید.
میریوسف جابری ایشان در انتخابات میان دوره ای، وارد مجلس شورای اسلامی شدند.

### دورهٔ دوم
میرحیدر جعفری حصارلو

### دورهٔ سوم
رسول صدیقی بنابی

### دورهٔ چهارم
رسول صدیقی بنابی

### دورهٔ پنجم
سلمان خدادادی

### دورهٔ ششم
رسول صدیقی بنابی

### دورهٔ هفتم
رسول صدیقی بنابی

### دورهٔ هشتم
ضیاءالله اعزازی ملکی

### دورهٔ نهم
محمد باقری بنابی

### دورهٔ دهم
ضیاءالله اعزازی ملکی

### دورهٔ یازدهم
محمد باقری بنابی

### دورهٔ دوازدهم
محمد باقری بنابی